# Трудове (Тульчинський район)
Трудове — селище в Україні, у Піщанській селищній громаді Тульчинського району Вінницької області. Населення становить 494 осіб.
Тут розташована Піщанська виправна колонія (№ 59), де під час першого ув'язнення в 1967—1968 роках перебував В'ячеслав Чорновіл.

## Історія
7 (20) листопада 1917 року, відповідно до Третього Універсалу Української Центральної Ради, увійшло до складу Української Народної Республіки.
12 червня 2020 року, відповідно до Розпорядження Кабінету Міністрів України від  № 707-р «Про визначення адміністративних центрів та затвердження територій територіальних громад Вінницької області», селище увійшло до складу Піщанської селищної громади.
19 липня 2020 року, в результаті адміністративно-територіальної реформи та ліквідації Піщанського району, воно увійшло до складу новоутвореного Тульчинського району.
22 червня 2023 року рішенням Національної комісії зі стандартів державної мови віднесено до списку населених пунктів, які «можуть не відповідати лексичним нормам української мови», зокрема стосуватися «російської імперської чи колоніальної політики». Громаді рекомендовано обґрунтувати доцільність збереження поточної назви або запропонувати нову назву в установленому законодавством порядку.

## Населення

### Мова
Розподіл населення за рідною мовою за даними перепису 2001 року:
| Мова       | Кількість | Відсоток |
| ---------- | --------- | -------- |
| українська | 479       | 96.96%   |
| російська  | 13        | 2.63%    |
| румунська  | 2         | 0.41%    |
| Усього     | 494       | 100%     |

## Галерея

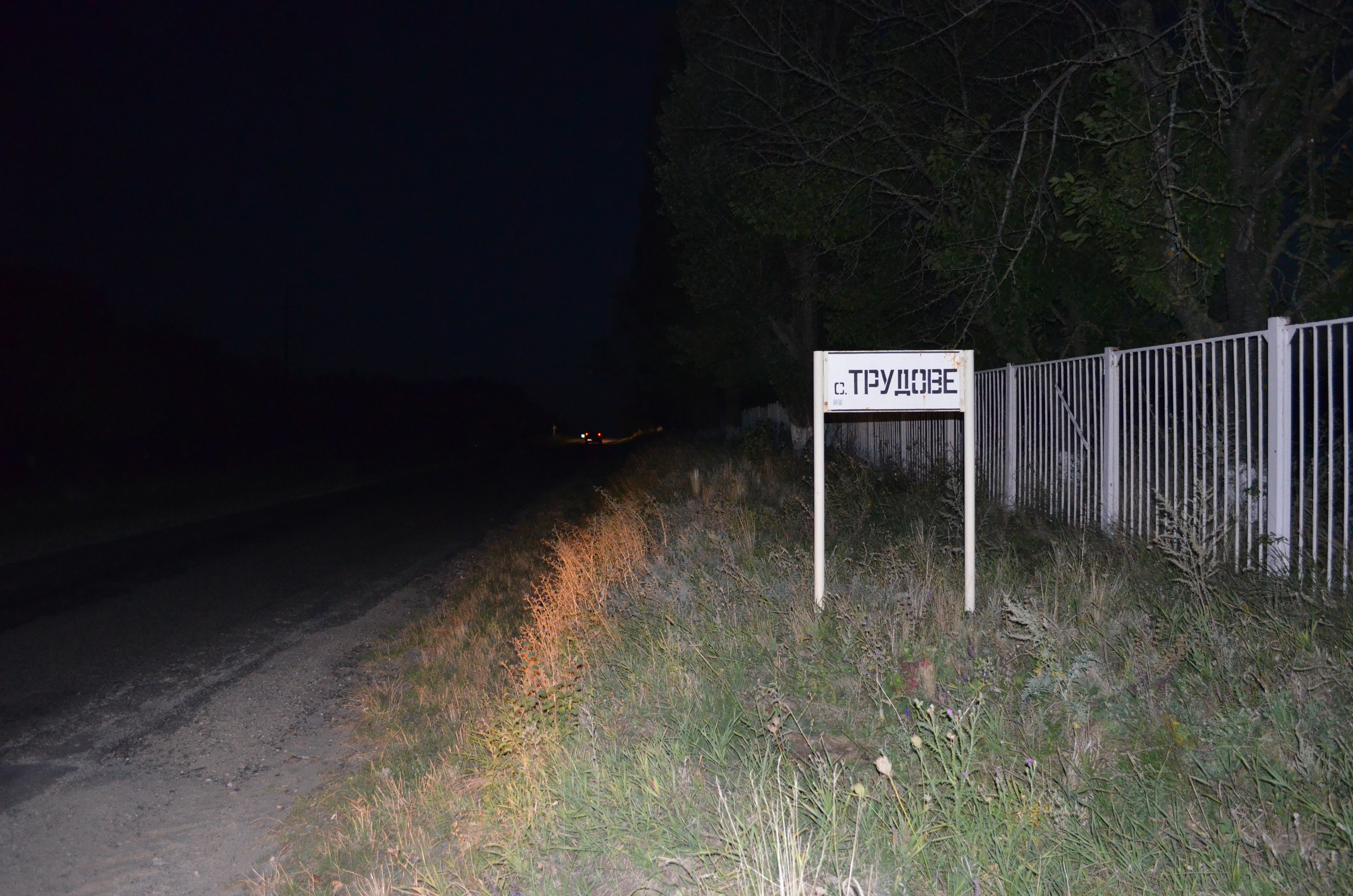
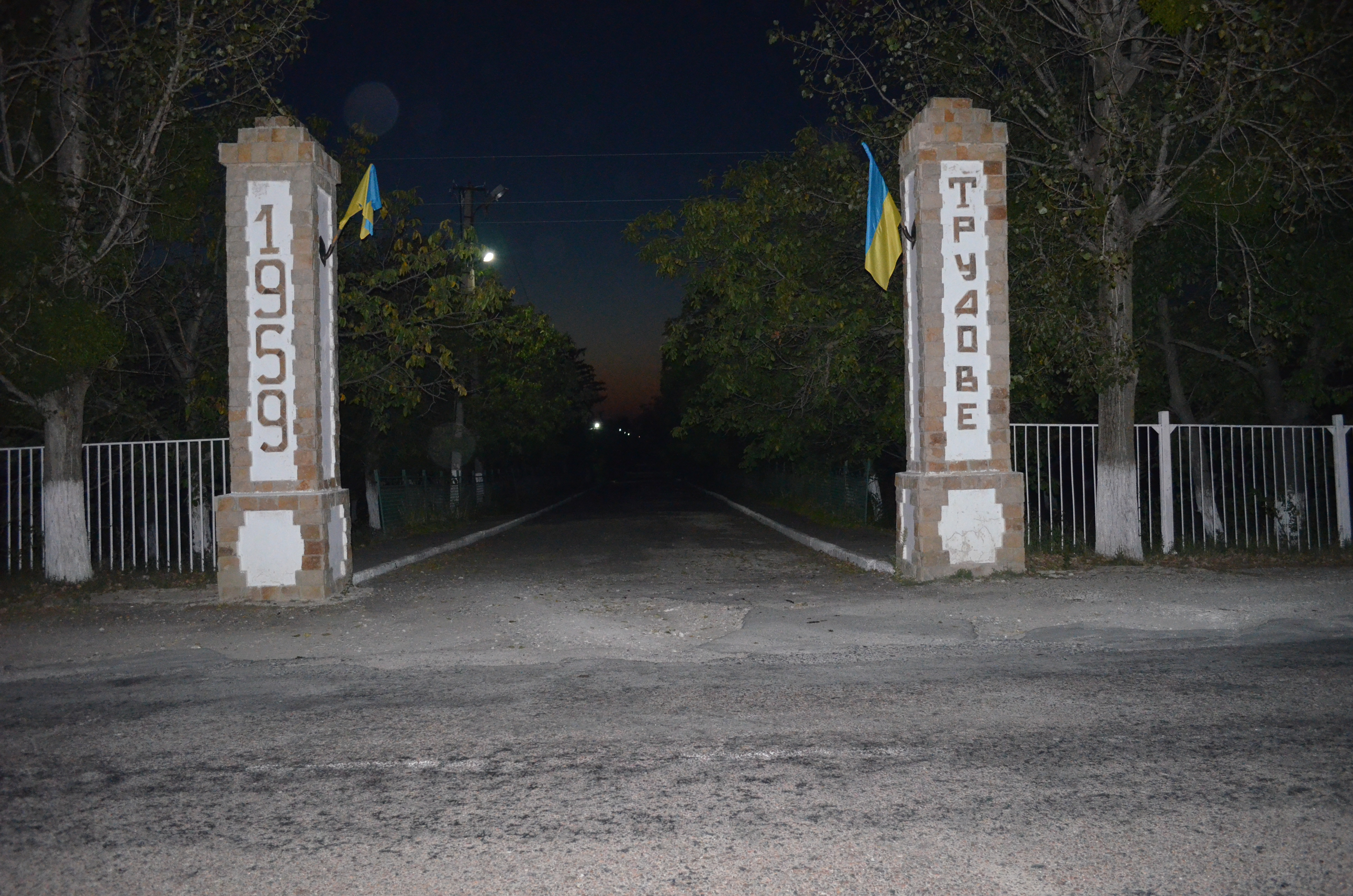